# Kanevetski
Kanevetski (del ruso: Каневе́цкий) es un jútor del raión de Beloréchensk del krai de Krasnodar, en Rusia. Se sitúa en la orilla izquierda del río Pshish, afluente del río Kubán, 17 km al noroeste de Beloréchensk y 58 km al sureste de Krasnodar, la capital del krai.
Pertenece al municipio Bzhedújovskoye.

## Demografía
En 2011 disponía de 47 habitantes.